# Kalief Browder
Pour les articles homonymes, voir Browder.
Kalief Browder (né le 25 mai 1993 dans le Bronx et mort le 6 juin 2015) était un homme afro-américain qui était détenu sans inculpation au complexe de la prison de Rikers Island pour avoir prétendument volé un sac à dos, entre 2010 et 2013, alors que sa famille n'a pas été en mesure de verser une caution. Il passe en isolement cellulaire deux années. Deux ans après sa libération, Browder se suicide au domicile de sa mère,,,. Ses partisans allèguent que sa mort est le résultat des violences mentales, physiques et sexuelles qu'il a subies en prison. Son cas est cité par des militants faisant campagne pour la réforme du système de justice pénale de New York et attire une large attention dans les années qui suivent sa mort. 
En 2017, Jay-Z et Harvey Weinstein produisent une mini-série documentaire télévisée intitulée Time: The Kalief Browder Story (en). En janvier 2019, la ville de New York négocie la fin d'une poursuite civile avec la famille Browder pour 3,3 millions de dollars.